# HD 84406
HD 84406 هو نجم يبعد نحو 258.5 سنة ضوئية في كوكبة الدب الأكبر، وهو نجم طيفي من النوع G وله حركة خاصة عالية،  كان أول نجم يشاهده تلسكوب جيمس ويب الفضائي في 4 فبراير 2022، لاختبار ومحاذاة التلسكوب،    

## صور

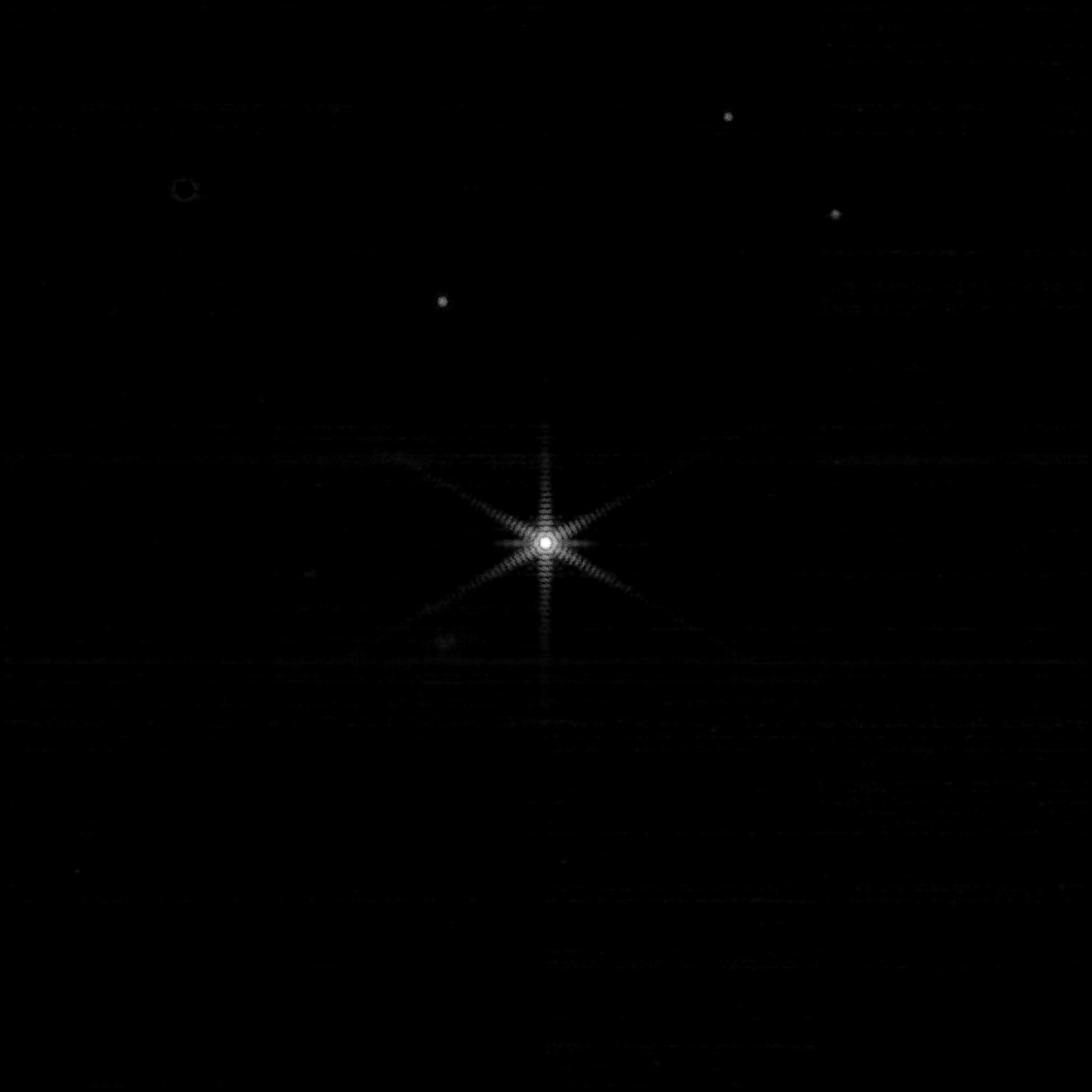
تظهر صورة النجم عند اكتمال المرحلة الثالثة من محاذاة تلسكوب جيمس ويب
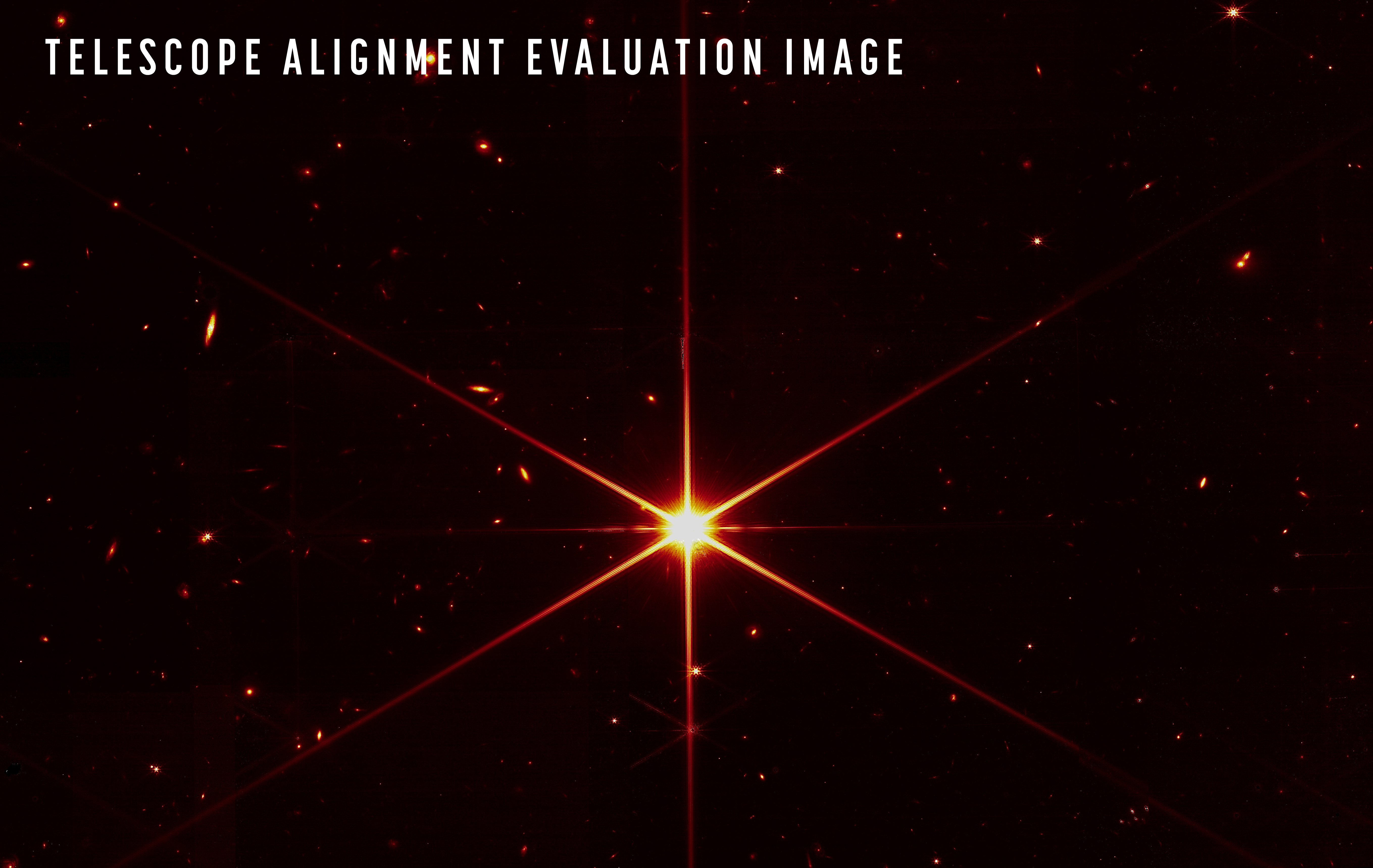
صورة نجم HD 84406 بعد اكتمال محاذاة تلسكوب جيمس ويب في حوالي 13 مارس 2022.